# Непотоплюваність
Непото́плюваність — здатність судна залишатися на плаву і зберігати остійність та деякий запас плавучості при пошкодженні його корпусу і затопленні одного або декількох відсіків; є найважливішим елементом живучості судна. 
З практичної точки зору непотоплюваність — здатність судна при певному пошкодженні відповідати вимогам класифікаційного товариства стосовно плавучості і остійності. Наприклад: не зменшення поперечної метацентричної висоти нижче за 0,3 м, збереження 35% запасу плавучості і крену не більше 2° при порушенні водонепроникності будь-якого відсіку. Найсуворіші вимоги ставляться до непотоплюваності пасажирських суден.
Також — розділ теорії корабля, що вивчає цю морехідну якість. У теорії корабля розглядається окремо, але по суті є складовою живучості судна. Тому збереження непотоплюваності є складовою боротьби за живучість (БЗЖ).

## Засоби забезпечення непотоплюваності

### Конструктивні
Маса води, що влилась всередину корпусу, змінює посадку, остійність та інші морехідні якості судна. Непотоплюваність судна забезпечується його запасом плавучості: чим більший запас плавучості, тим більше забортної води воно може прийняти, залишаючись на плаву.
Вибір числа перебірок на судні (крім ряду інших обставин) визначається з урахуванням впливу затоплення кожного з відсіків на посадку та остійність судна.
Об'єм будь-якого відсіку або їх групи повинен бути меншим від запасу плавучості, а зменшення остійності при затопленні відсіку або групи відсіків не повинно супроводжуватися перекиданням.
Кількість непроникних перегородок і відстані між ними визначають з використанням кривої граничних довжин відсіків, що отримується шляхом виконання спеціального розрахунку. Ординати кривої являють собою найбільші довжини відсіків, які може мати судно, щоб при затопленні будь-якого з них воно не занурювалося глибше від граничної лінії занурення, що проходить на 76 мм нижче бортової лінії палуби перебірок (палуба, до якої доходять поперечні непроникні перегородки).
При установці на судні поздовжніх водонепроникних перегородок необхідно ретельно аналізувати їх вплив на непотоплюваність. З одного боку, наявність цих перебірок може викликати недопустимий крен після затоплення відсіку, з іншого — відсутність перебірок негативно позначиться на остійності за великої площі вільної поверхні води.
Таким чином, поділ судна на відсіки повинне бути таким, щоб при бортовій пробоїні плавучість судна вичерпувалася раніше його остійності: судно повинно тонути без перекидання.

### Організаційні
Організаційні заходи вживаються в ході експлуатації і полягають у:
- стеженні за рівнем лляльних вод;
- спостереженні за станом водонепроникних перегородок, перепускної арматури та шпігатів;
- контролі цілісності корпусу і перебірок, навантаження і витрати вантажів, особливо рідких;
- підтримання у готовності засобів БЗЖ.

### Технічні
Технічні заходи проводяться в ході боротьби за живучість, зазвичай в результаті появи пошкоджень.
Усунення крену і диференту судна шляхом:
- затоплення відсіків, симетричних з пошкодженими (контрзатоплення);
- відновлення остійності перепуском рідких вантажів з верхніх відсіків у нижні і прийомом баласту в нижні відсіки;
- відновлення цілісності корпусу і перегородок (закладення пробоїн);
- відпомпування води, що надійшла у корпус.

## Таблиці непотоплюваності
Операція контрзатоплення при БЗЖ виконується з використанням таблиць непотоплюваності — документа, за допомогою якого можна з мінімальною витратою часу визначити посадку і остійність судна після пошкодження, вибрати відсіки, що підлягають затопленню, а також оцінити результати спрямлення до його виконання на практиці. 
У таблицях вказують:
- об'єм кожного водонепроникного відсіку;
- величини зміни остійності і осадки, крену і диференту судна при їх затопленні для двох випадків: повністю і частково (з вільною поверхнею).

При цьому крен на правий борт вважається позитивним, а на лівий негативним; заповнення відсіку розглядається як негативна зміна плавучості, осушення як позитивна. Це дозволяє обчислювати сумарний вплив затоплення/осушення декількох відсіків.
Друга половина таблиць містить рекомендовані заходи спрямлення для кожної ситуації:
- перепуск/перепомпування рідких вантажів;
- вибір відсіків на затоплення або осушення.

Вперше принцип контрзатоплення був запропонований в кінці минулого століття вченим-кораблебудівником С. О. Макаровим і надалі розроблений академіком А. Н. Криловим, який і запропонував складати для кожного судна таблиці непотоплюваності.
Непотоплюваність морських суден регламентується Правилами Регістру, розробленими на основі Міжнародної конвенції з охорони людського життя на морі (СОЛАС-74). Згідно з цими правилами судно вважається непотоплюваним, якщо після затоплення одного довільного відсіку або декількох суміжних, кількість яких визначається залежно від типу і розмірів судна, а також числа людей, що знаходяться на судні (зазвичай це один, а для великих суден — два відсіки), судно занурюється не глибше за граничну лінію занурення. При цьому початкова метацентрична висота пошкодженого судна повинна бути не меншою за 5 см, а максимальне плече діаграми статичної остійності — не меншим за 10 см, при мінімальній протяжності позитивної ділянки діаграми 20 °.